# 律蔵 (パーリ)
律蔵（巴: Vinaya Pitaka, ヴィナヤ・ピタカ）とは、『パーリ仏典』の三蔵（巴: Ti-pitaka, ティピタカ）における最初の蔵（pitaka）であり、律（巴: Vinaya, ヴィナヤ）に関する文献が収められた領域のこと。
ここに収められている律は、現存する他部派の律との区別の都合上、パーリ律と呼ばれる。

## 構成
『パーリ仏典』の律蔵の構成は、以下の通り。
- 波羅提木叉（はらだいもくしゃ、巴: pātimokkha, パーティモッカ） --- 具足戒二百二十七条（比丘尼用三百十一条）の本文
- 経分別（きょうふんべつ、巴: Sutta-vibhanga, スッタ・ヴィバンガ） --- 具足戒（波羅提木叉）の説明
  - 大分別（だいふんべつ、巴: Mahā-vibhanga, マハー・ヴィバンガ） --- 比丘戒
  - 比丘尼分別（びくにふんべつ、巴: Bhikkhuni-vibhanga, ビックニ・ヴィバンガ） --- 比丘尼戒
- 犍度（けんど、巴: Khandhaka, カンダカ） --- 僧団（僧伽）運営規則
  - 大品（だいほん、巴: Mahā-vagga, マハー・ヴァッガ）
  - 小品（しょうほん、巴: Culla-vagga, チュッラ・ヴァッガ）
- 附随（ふずい、巴: Parivāra, パリヴァーラ） - 補足内容

## 日本語訳
- 『南伝大蔵経・律蔵』（全5巻） 大蔵出版
  - 第1巻: 経分別一 (Sutta-Vibhaṅga 1) - インターネットアーカイブ: nandendaizokyovol01
  - 第2巻: 経分別二 (Sutta-Vibhaṅga 2), 比丘尼分別一 (Bhikkhuni-Vibhaṅga 1) - インターネットアーカイブ: nandendaizokyovol02
  - 第3巻: 犍度 (Khandhaka): 大品 (Mahāvagga) - インターネットアーカイブ: nandendaizokyovol03
  - 第4巻: 犍度 (Khandhaka): 小品 (Cullavagga) - インターネットアーカイブ: nandendaizokyovol04
  - 第5巻: 附随 (パーリ律, Parivāra) - インターネットアーカイブ: nandendaizokyovol05